# Kostiantynivka
Kostiantynivka (em ucraniano:  Костянтинівка, em russo:  Константиновка) é uma cidade da Ucrânia, situada no Oblast de Donetsk. Tem 66 km² de área e sua população em 2020 foi estimada em 69.817 habitantes.
Devido à invasão da Ucrânia pela Rússia, a população de Kostiantynivka era de algo em torno de 45.000 habitantes em fevereiro de 2023.